# Южанов, Илья Артурович
Илья Артурович Южанов (род. 7 февраля 1960, Ленинград) — российский экономист, государственный деятель.
Член Правительства Российской Федерации (1997—2004). Председатель Совета потребителей по вопросам деятельности ОАО «РЖД» и его дочерних зависимых обществ. Член Совета директоров Роснано.

## Биография
Родился 7 февраля 1960 года в Ленинграде.
Окончил ленинградскую среднюю школу № 4 (сейчас — школа им. Жака-Ива Кусто) в 1977 году.
Поступил на экономический факультет Ленинградского государственного университета им. А. А. Жданова (отделение политэкономии), окончил его в 1982 году с красным дипломом (кафедра экономики современного капитализма, зав. кафедрой — профессор Дёмин А. А.).
Там же в 1989 году окончил аспирантуру и защитил кандидатскую диссертацию на тему «Международные экономические отношения современного капитализма: проблема первичности. Политэкономический анализ».
Владеет французским и английским языками.
После выпуска преподавал в Ленинградском институте культуры им. Н. К. Крупской и других вузах. Участвовал в экономическом кружке, в составе которого были молодые специалисты (А. Чубайс, А. Кудрин, А. Илларионов, А. Миллер и др), искавшие пути выхода из складывающейся в народном хозяйстве ситуации.
В 1990 пришёл на работу в Исполком Ленсовета, в Комитет по экономической реформе (председатель — А. Чубайс), работал до 1991 года в должности главного специалиста. В 1991 стал начальником Отдела рыночного реформирования Комитета по экономическому развитию. В 1992 — заместитель председателя этого Комитета, в 1993 — первый заместитель председателя. Курировал вопросы приватизации, рынка недвижимости, демонополизации, инвестиций.
В 1994 году стал председателем Комитета по земельным ресурсам и землеустройству Мэрии Петербурга (Мэр А. Собчак). В короткий срок под его руководством создана первая в России единая автоматизированная система учёта объектов недвижимости и государственной регистрации прав на них. Завершил создание автоматизированного земельного кадастра города, обеспечил регулярное поступление в бюджет земельных платежей и налогов на недвижимость, разработал нормативную базу, процедуры и технологии государственной регистрации прав на недвижимость и государственного земельного кадастра.
7 мая 1997 года назначен Председателем Государственного комитета по земельным ресурсам и землеустройству Российской Федерации (Роскомзем).
С 5 мая 1998 года — министр Российской Федерации по земельной политике, строительству и жилищно-коммунальной реформе.
С 31 мая 1999 года по март 2004 года — министр Российской Федерации по антимонопольной политике и поддержке предпринимательства.
Затем занимал ответственные посты в советах директоров крупнейших российских предприятий: НОМОС-банка и банка «Открытие», Кировского Завода, ОАО «Полиметалл», ОАО «Уралкалий», АЛРОСА, ОАО «Полюс Золото».
Лауреат Национальной премии «Директор года» в 2010 и 2012 годах.
Лауреат Всероссийской премии финансистов «Репутация» 2014 года в номинации «Лучший независимый директор финансового рынка».
С 25 января 2016 года возглавляет Совет потребителей по вопросам деятельности ОАО «РЖД» и его дочерних зависимых обществ.
Член совета директоров Роснано с 1 июля 2016 года.